# Louis-Florentin Calmeil

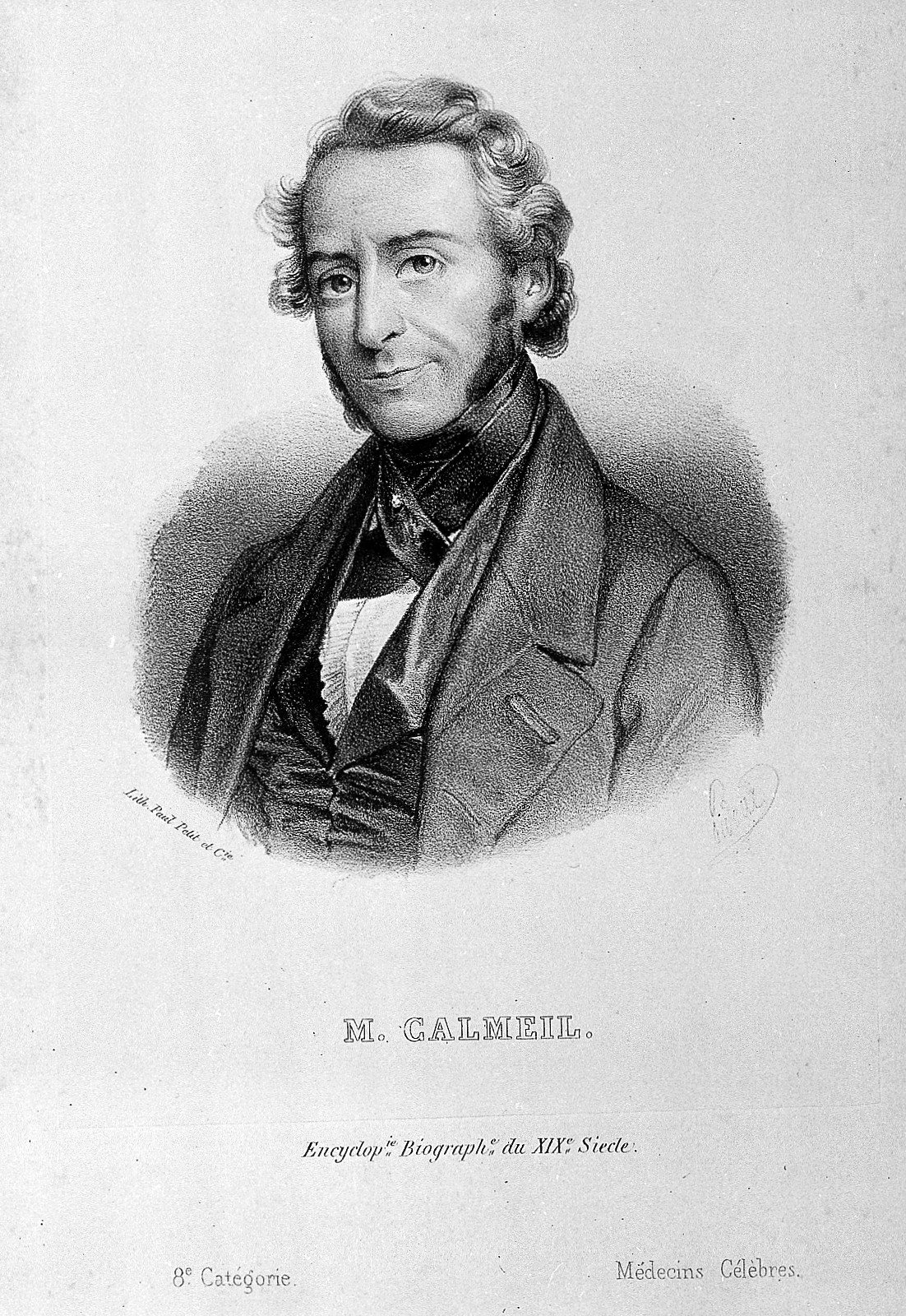

Louis-Florentin Calmeil (Yversay, 9 agosto 1798 – Fontenay-sous-Bois, 11 marzo 1895) è stato un medico e psichiatra francese e storico della medicina.

## Biografia
Fu assistente di Jean-Étienne Dominique Esquirol (1772-1840) a Charenton, dove in seguito gli succedette come direttore. Tra i suoi assistenti a Charenton c'era lo psichiatra forense Henri Legrand du Saulle (1830-1886).
È ricordato per un'opera sulla follia intitolata "De la folie, considérée sous le point de vue pathologique, philosophique, historique et judiciaire". È stata una delle prime pubblicazioni dedicate alla storia della psichiatria ed è stato un discorso razionale che trattava argomenti come demonologia, licantropia, ossessione religiosa e altri processi di pensiero anormali. Il libro trattava questioni psichiatriche dal XV al XIX secolo e viene letto ancora oggi. Un altro importante lavoro di Calmeil fu un trattato del 1826 che discuteva la paresi generale, considerata la prima entità di malattia neuropsichiatrica identificabile separatamente. La paresi generale era stata originariamente descritta, alcuni anni prima, da Antoine Laurent Bayle (1799–1858).
Calmeil è accreditato di aver introdotto il concetto di "assenza epilettica" per la breve perdita di coscienza o confusione osservata nei pazienti epilettici.

## Opere selezionate
- De la Paralysie consideée chez les Aliénés, (1826).
- Traité d'anatomie et de physiologie du système nerveux,  (1840).
- De la folie, considérée sous le point de vue pathologique, philosophique, historique et judiciaire (1845).
- Traité des maladies inflammatoires du Cerveau, (1859).